# Узбекистан на Светском првенству у атлетици на отвореном 2023.
Узбекистан је учествовао на 19. Светском првенству у атлетици на отвореном 2023. одржаном у Будимпешти од 19. до 27. августа. У петнаестом самосталном учешћу на светским првенствима, репрезентацију Узбекистана представљала су 4 атлетичара (1 мушкарац и 3 жене)  који су се такмичилу у 4 дисциплине (1 мушка и 3 женске).,

На овом првенству такмичари Узбекистана нису освојили ниједну медаљу нити су остварили неки резултат. 

## Учесници
| Мушкарци: - Анвар Анваров — Скок удаљ | Жене: - Сафина Садулајева — Скок увис - Шарифа Давронова — Троскок - Јекатерина Воронина — Седмобој |

## Резултати

### Мушкарци
| Атлетичар     | Дисциплина | Лични рекорд | Квалификације | Квалификације | Полуфинале | Полуфинале | Финале               | Финале               | Детаљи |
| Атлетичар     | Дисциплина | Лични рекорд | Резултат      | Место         | Резултат   | Место      | Резултат             | Место                | Детаљи |
| ------------- | ---------- | ------------ | ------------- | ------------- | ---------- | ---------- | -------------------- | -------------------- | ------ |
| Анвар Анваров | Скок удаљ  | 8,22 НР      | Без пласмана  | Без пласмана  |            |            | Није се квалификовао | Није се квалификовао |        |

### Жене
| Атлетичарка       | Дисциплина | Лични рекорд | Квалификације | Квалификације | Финале                | Финале       | Детаљи |
| Атлетичарка       | Дисциплина | Лични рекорд | Резултат      | Место         | Резултат              | Место        | Детаљи |
| ----------------- | ---------- | ------------ | ------------- | ------------- | --------------------- | ------------ | ------ |
| Сафина Садулајева | Скок увис  | 1,96         | 1,80          | 17. у гр. Б   | Нису се квалификовале | 29 / 34 (35) |        |
| Шарифа Давронова  | Троскок    | 14,04        | 13,66         | 13. у гр. А   | Нису се квалификовале | 24 / 36      |        |

#### Седмобој
| Дисциплина    | Јекатерина Воронина | Јекатерина Воронина | Јекатерина Воронина | Јекатерина Воронина | Јекатерина Воронина | Јекатерина Воронина |
| Дисциплина    | Лични рекорд        | Резултат            | Бод.                | Плас.               | Укупно              | Плас.               |
| ------------- | ------------------- | ------------------- | ------------------- | ------------------- | ------------------- | ------------------- |
| 100 м препоне | 14,19               | 14,77               | 872                 | 23.                 | 872                 | 23.                 |
| Скок увис     | 1,85                | 1,77                | 941                 | 10.                 | 1.813               | 22.                 |
| Бацање кугле  | 14,05               | 13,15               | 737                 | 19.                 | 2.550               | 21.                 |
| 200 м         | 24,67               | 25,48               | 843                 | 19.                 | 3.393               | 20.                 |
| Скок удаљ     | 6,27                | 5,71                | 762                 | 18.                 | 4.155               | 19.                 |
| Бацање копља  | 53,53               | 50,02               | 861                 | 4.                  | 5.016               | 17.                 |
| 800 м         | 2:09,73             | 2:14,03 ЛРС         | 906                 | 8.                  | 5.922               | 16.                 |
| Седмобој      | 6.346 НР            |                     |                     |                     | 5.922               | 16 / 18 (23)        |